# Bosguérard-de-Marcouville
Bosguérard-de-Marcouville è un ex comune francese di 587 abitanti situato nel dipartimento dell'Eure nella regione della Normandia. Dal 1º gennaio 2017 è stato accorpato con altri 2 comuni per formare il nuovo comune di Les Monts du Roumois, del quale è divenuto comune delegato. 

## Società

### Evoluzione demografica
Abitanti censiti